# Carruagem (caminho de ferro)

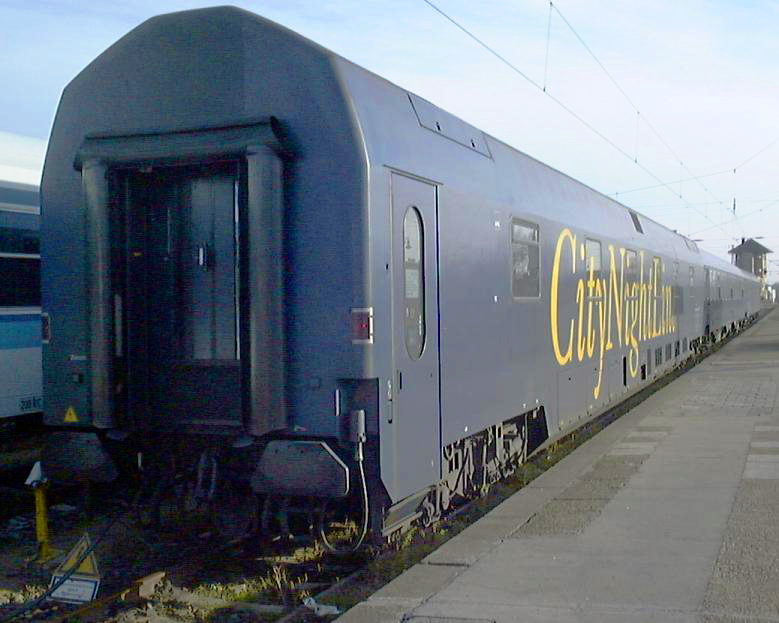
Carruagem cama

As carruagens (português europeu) ou carros de passageiros (português brasileiro) são os veículos destinados ao transporte de pessoas nos comboios/trens. Tanto em Portugal quanto no Brasil, o termo  vagão é usado para material rodante destinado ao transporte de cargas; ex: vagão de mercadorias, carro dormitório.
A origem do nome carruagem é uma transposição das carruagens puxadas por cavalos, que eram também utilizadas para o transporte de passageiros (esta utilização da palavra carruagem pode também ser vista no italiano que utiliza a palavra carrozza, por exemplo).
As carruagens sofreram várias alterações ao longo dos tempos, desde o primeiro comboio onde eram abertas, até à actualidade, mas foi sob a égide de George Pullman e da Compagnie Internationale des Wagons-Lits (respectivamente nos Estados Unidos e na Europa) que foram atingidos os mais elevados níveis de luxo nos acabamentos internos.
Actualmente só existem na Europa duas classes, 1ª e 2ª (em Portugal chamadas, nalguns comboios, Conforto e Turística), após a extinção da 3ª classe nos anos que se seguiram a Segunda Guerra Mundial.

## Tipos de carruagem
- Carruagem cama (português europeu) ou Vagão leito (português brasileiro)
- Carruagem restaurante/bar (português europeu) ou Vagão restaurante (português brasileiro)
- Carruagem salão (português europeu) ou Vagão coletivo (português brasileiro)

As carruagens podem ser divididas em dois tipos: CIN (Carruagens de Inox Não climatizadas) e CIC (Carruagens de Inox Climatizadas).

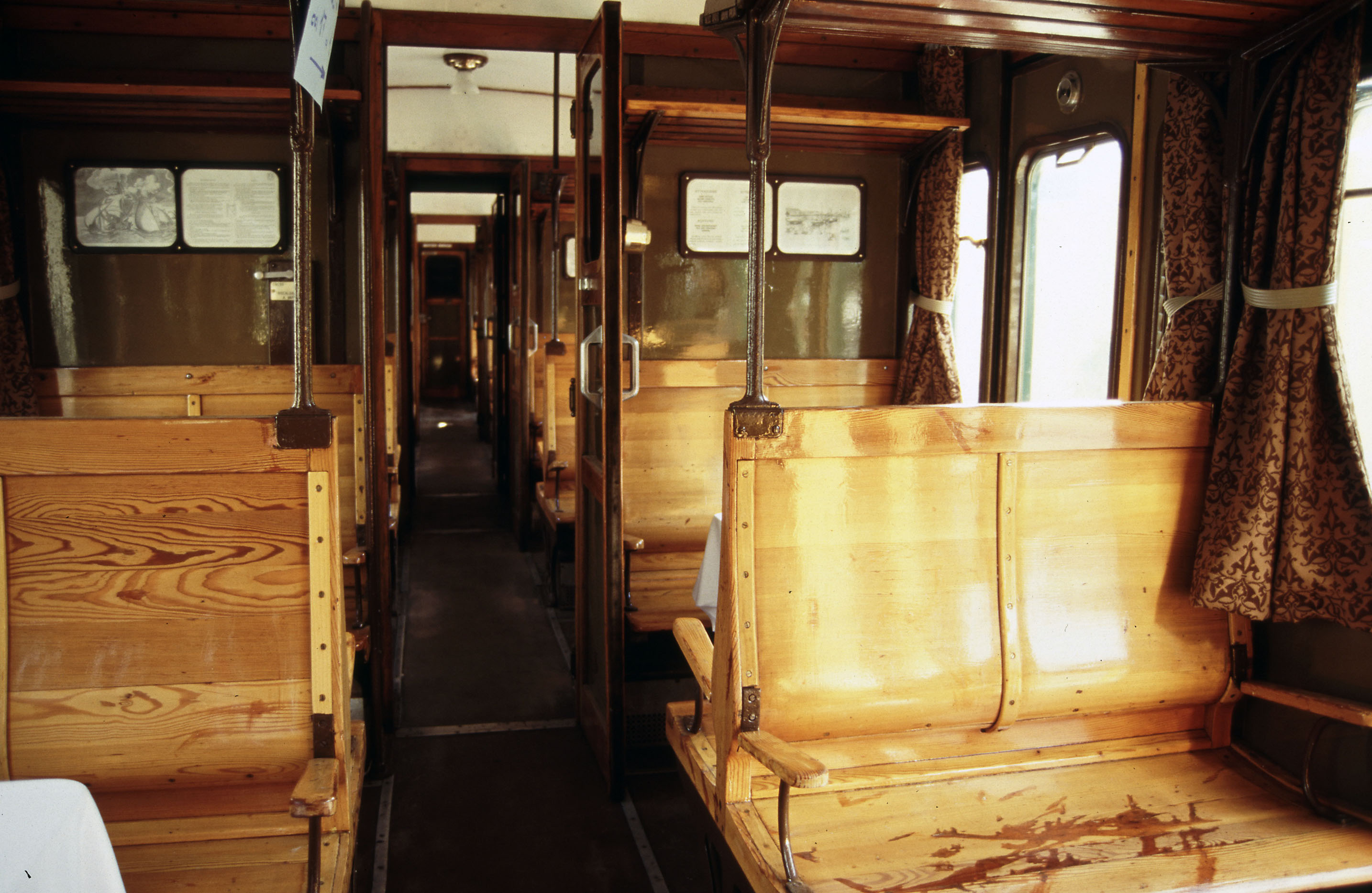
Interior de uma carruagem italiana dos anos 1920

## Principais fabricantes de carruagens
- Budd (Estados Unidos)
- Alstom (França)
- Bombardier (Canadá)
- CRRC Corporation (China)